# Capul Trafalgar
Coordonate: 36° 10′ 57″ N, 6° 1′ 58″ W
Capul Trafalgar (spaniolă Cabo Trafalgar) este un promontoriu care se află în sudul regiunii Andaluzia, provincia Cádiz, Spania. În apropiere, la circa 40 km sud-est, se află Strâmtoarea Gibraltar. La vest se află localitățile El Palmar, Los Caños de Meca, Vejer de la Frontera, Conil de la Frontera și Barbate. Capul a devenit renumit în anul 1805 prin Bătălia de la Trafalgar, care a avut loc între flota amiralului englez Horatio Nelson și cea flota franco-spaniolă a lui Napoleon, încheiată prin victoria categorică a flotei engleze. În prezent, capul Trafalgar, datorită vânturile puternice venite din Atlantic, a devenit un punct de atracție turistic pentru iubitorii sporturilor nautice.